# Arnaud-Louis-Charles-Rose de Lostanges

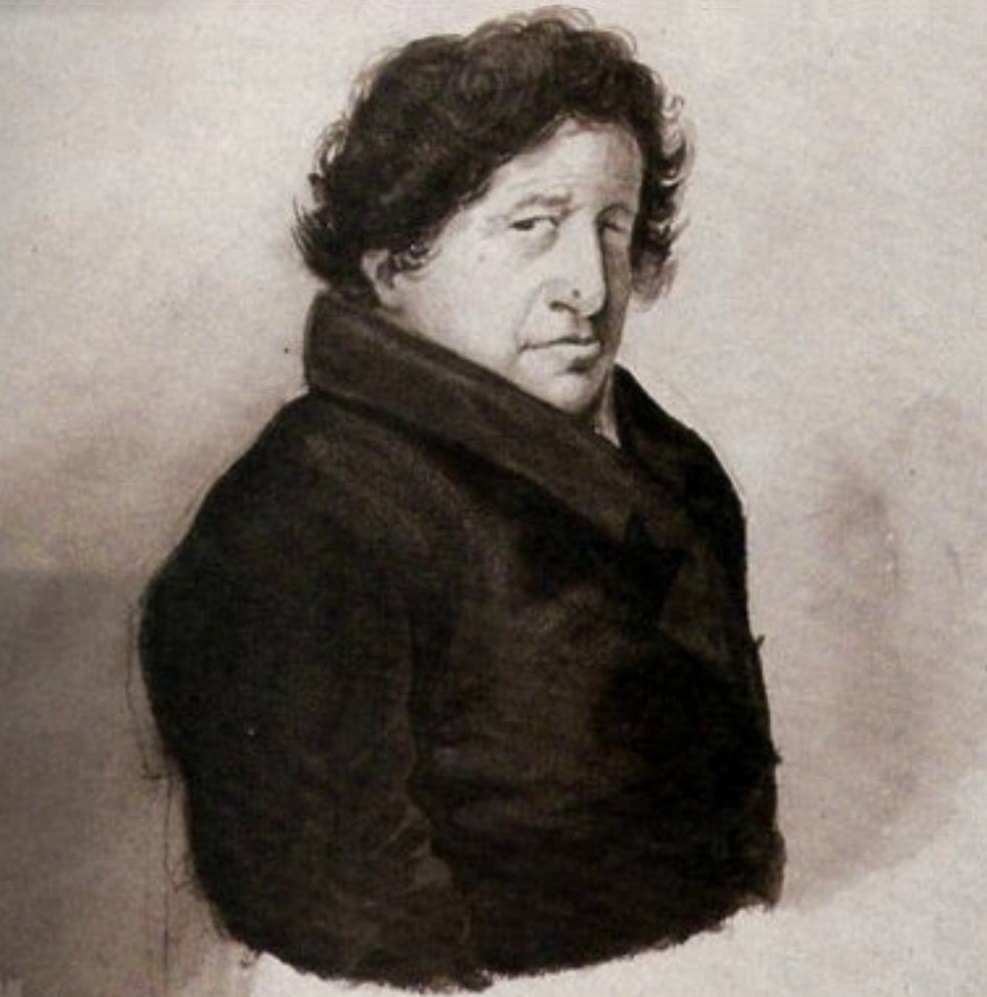
Arnaud-Louis-Charles-Rose de Lostanges, anonymer Künstler um 1829

Wappen der Lostanges de Sainte-Alvère

Arnaud-Louis-Charles-Rose de Lostanges-de-Sainte-Alvère (* 30. November 1759 in Versailles; † 10. November 1836 in Nizza) war Seeoffizier in der königlich französischen Marine, Konteradmiral des Königreichs Neapel und Schriftsteller.

## Herkunft
Als drittgeborenem Bruder nach Henri de Lostanges-de-Sainte-Alvère, Marquis de Lostanges (* 1756 in Versailles), und Christophe Louis Arnaud Adhémar de Lostanges-de-Sainte-Alvère, Comte de Lostanges (* 1757 in Versailles) aus der Ehe des Vaters Arnaud Louis Marie Stanislas, Marquis de Lostanges-Sainte-Alvère (* 3. September 1722; † 6. Februar 1769 in Paris)  mit dessen am 8. Mai 1754 geehelichter Gattin, Elisabeth Gallucio de L’Hospital (* 1737; † nach 1789), der Gesellschafterin der Prinzessin Adélaïde von Frankreich, kam Arnaud-Louis-Charles-Rose de Lostanges der Titel des Chevalier de Lostanges zu. Ein viertgeborener Bruder, Alexandre-Charles-Louis-Rose de Lostanges (* 28. Oktober 1763; † 11. August 1836) wurde Geistlicher, nämlich Abbé de Lostanges-de-Montpezat, und war ab 1817 Bischof von Périgueux. Eine der Schwestern, Louise-Julie-Charlotte, heiratete den Marquis Pierre Ferron de la Ferronnays, Maréchal des camps et armées (1757–1838).

## Leben

### Laufbahn unter demAncien Régime

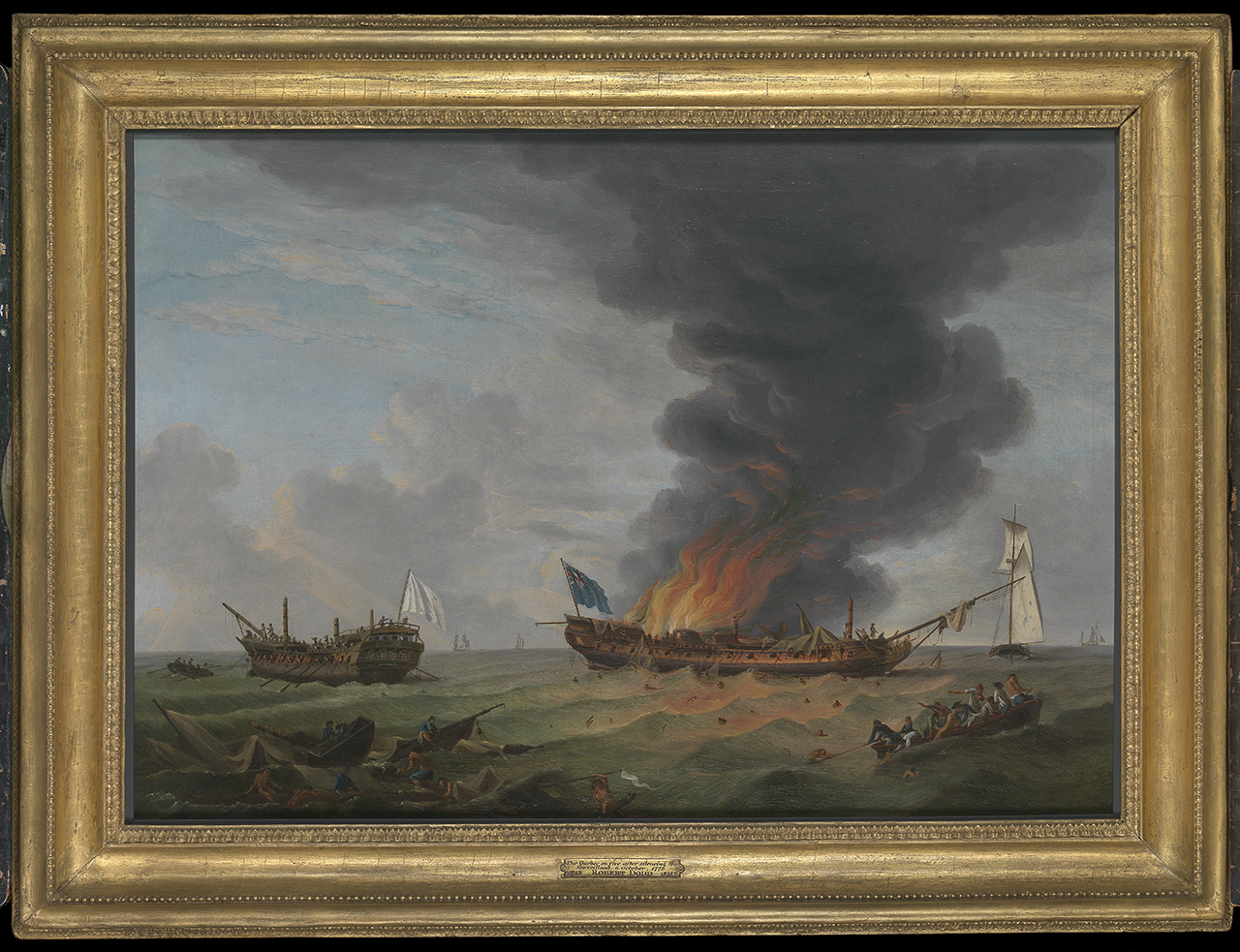
Endphase des Gefechtes zwischen HMS Quebec und der Fregatte La Surveillante

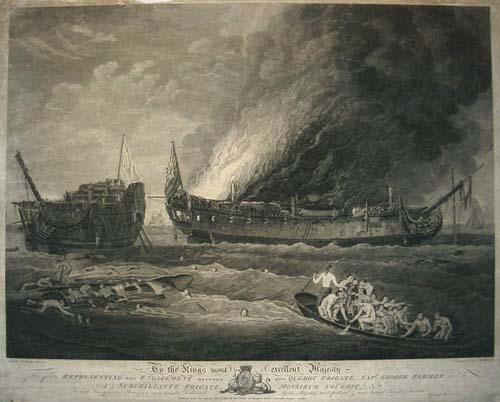
Die Quebec kurz vor der Explosion. Stich n. einem Gemälde von George Carter (1780)

Arnaud-Louis-Charles-Rose de Lostanges wurde am 11. August 1760 schon als Kind zum Chevalier de Malte ernannt. Er trat in die Marine eine und nahm als Enseigne de Vaisseau an einem später berühmt gewordenen 3 ½ Stunden währenden Seegefecht am 6. Oktober 1779 vor Ushant im Zuge des Amerikanischen Unabhängigkeitskriegs teil. Er war dabei der Kommandeur der Backbord-Batterie der französischen Fregatte Surveillante unter Kapitän Charles Louis du Couëdic de Kergoualer im blutigen Kampf gegen die britische Fregatte Quebec und erlitt durch den Beschuss diverse Verletzungen am Rumpf und vor allem den Verlust seines linken Auges. Für seine Haltung wurde Lostanges, auf besondere Empfehlung der Königin Marie-Antoinette, im Alter von nur 18 Jahren zum Chevalier des Ordre royal et militaire de Saint-Louis ernannt, eine Auszeichnung die eigentlich nur ab einem Alter von 25 Jahren empfangen werden konnte. Zudem wurde er am 4. April 1780 zum Lieutenant de Vaisseau und sodann am 16. Dezember 1786 zum Major de Vaisseau befördert.

### Laufbahn von 1791 bis 1815
In den Wirren der Revolution verließ Lostanges 1791 den Dienst und emigrierte 1793. In der Emigration wurde er, nach einer vorausgegangenen Audienz seiner Familie 1792 mit König Friedrich Wilhelm II. (Preußen) am Hofe des Kurfürsten in Koblenz, wohl kurzzeitig preußischer Kammerherr. Nach seiner Rückkehr nach Frankreich um 1801 wurde Lostanges dann Capitaine de Frégate 1803 im Stab (État-Major) des Étienne Eustache Bruix und war an der Vorbereitung der Invasion Englands beteiligt. Vom Kaiser Napoléon Bonaparte wurde er dabei in Boulonge am 14. Juni 1804 zum Ritter der Ehrenlegion ernannt. Lostanges bewährte sich später bei Einsätzen auf der Donau (so in der Schlacht bei Dürnstein im Vorfeld der Schlacht bei Austerlitz) und bei Venedig. Am 6. Juli 1806 erhielt er die Genehmigung zum Übertritt in die Dienste des Königs von Neapel, der ihm die Organisation der neapolitanischen Marine anvertraute. 1810 wurde Lostanges zum Ritter des Ordens beider Sizilien ernannt und am 26. April 1812 zum Konteradmiral befördert. Er war Befehlshaber des Schiffes, das Pauline Bonaparte nach Elba brachte. Am 20. Januar 1815 wurde er als neapolitanischer Citoyen naturalisiert, aber am 6. März gleichen Jahres kehrte Lostanges, mit Unterwerfung an den König Ludwig XVIII., nach Frankreich zurück.

### Spätere Laufbahn
Erst 1817 erfolgte sein Wiedereintritt in die französische Marine, lediglich im Rang eines Capitaine de Vaisseau. Im Ruhestand ließ er sich in Nizza nieder und privatisierte als Gelehrter, Sammler, Hobby-Archäologe und Schriftsteller. Er wurde durch die Errichtung eines Denkmals für Jacques Cathelineau, aber vor allem wegen seiner exakten Schilderung des Gefechts der Surveillante aus Sicht eines Augenzeugen bekannt. Lostanges war mit Marie-Anne-Charlotte Tardieu de Maleissye verheiratet, aber das Paar hatte wohl keine Nachkommen.